# L'Annonciation (Tanner)
L'Annonciation est une peinture sur toile de 1898 du peintre afro-américain Henry Ossawa Tanner. Elle représente la scène biblique de l'Annonciation, lorsque l'archange Gabriel rend visite à Marie pour lui annoncer qu'elle donnera naissance à Jésus. Le tableau est conservé au Philadelphia Museum of Art.

## Description
Le tableau représente l'archange Gabriel et Marie lors de l'Annonciation. L'événement est raconté dans l'Évangile selon Luc (1 :26–38), dans lequel Gabriel dit à Marie qu'elle portera Jésus, le Fils de Dieu. Peut-être influencé par les enseignements fondamentalistes de l'Église épiscopale méthodiste africaine, Tanner utilise une colonne de lumière pour représenter Gabriel et peint Marie en vêtements paysans sans halo ni autres attributs sacrés discernables,. Ce traitement du sujet diffère grandement d'autres peintures de l'Annonciation, comme Ecce Ancilla Domini (1850) de Dante Gabriel Rossetti, dont un critique contemporain prétendait voir un rappel dans L'Annonciation de Tanner. La pièce où se déroule la scène est meublée de tissus et de céramiques, avec des sols en pierre, éléments qui réapparaîtront dans les peintures bibliques ultérieures de Tanner.

## Contexte

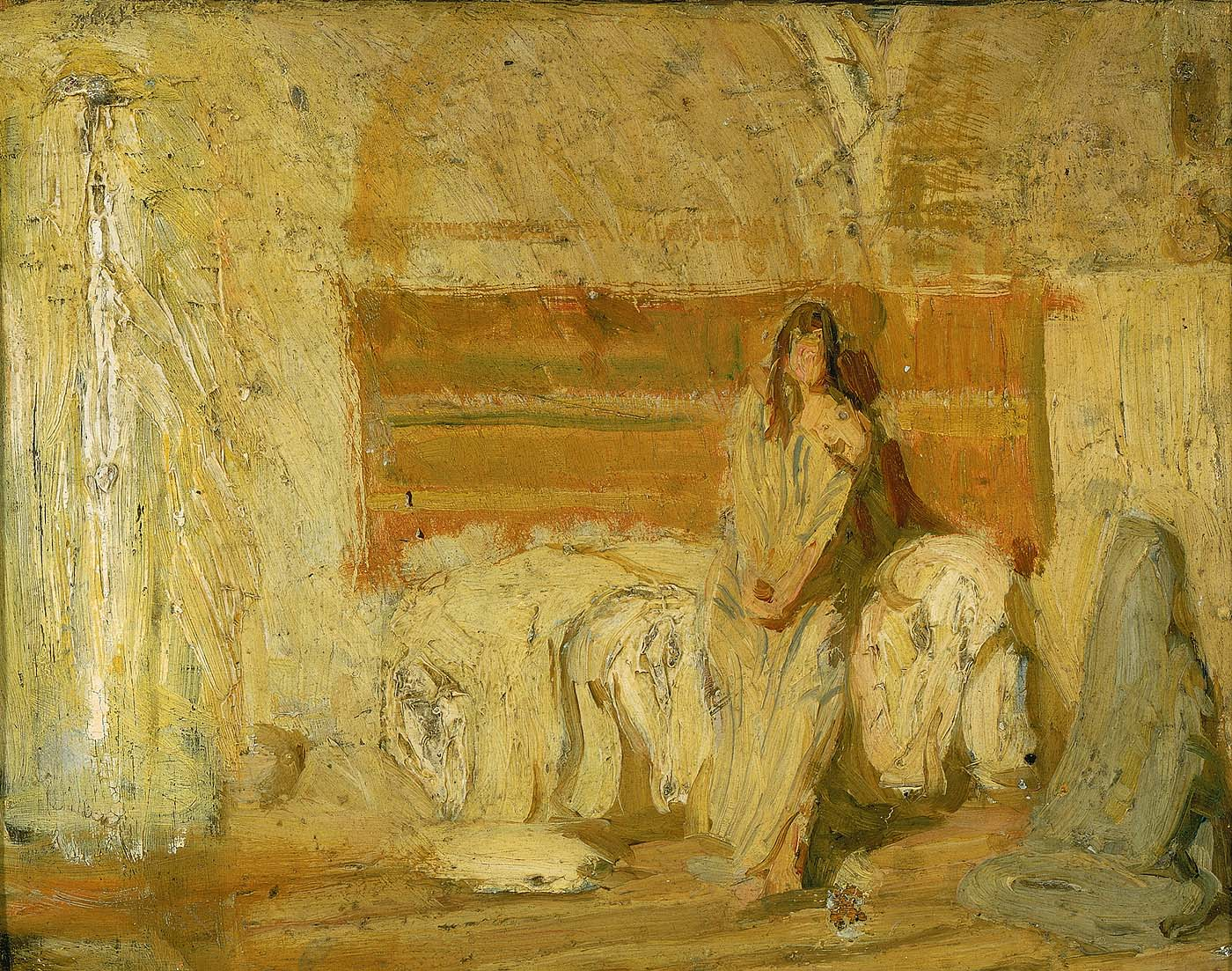
Étude pour L'Annonciation, vers 1898, Smithsonian American Art Museum.

Avant de peindre des sujets bibliques, Tanner réalise deux tableaux de genre représentant des Afro-Américains : The Banjo Lesson (1893) et The Thankful Poor (1894). Il prend une nouvelle direction après l'achèvement de ce dernier. Selon l'érudit et ami de la famille William S. Scarborough, Tanner « avait toujours été très religieux » et « le souhait de son père était depuis longtemps que son fils peigne des sujets bibliques... » En conséquence, Tanner se lance dans la peinture religieuse, un domaine qui est « mûr pour une exploitation commerciale » à l'époque. L'un de ses premiers tableaux religieux est Daniel dans la fosse aux lions, suivi deux ans plus tard par La Résurrection de Lazare, deux tableaux exposés au Salon de Paris, qui remportent des distinctions.
En 1897, Tanner entreprend un voyage en Égypte et en Palestine, financé par Rodman Wanamaker, dont le commentaire selon lequel « en Orient, la lumière, à la fois intérieure et extérieure, les manières des gens, les costumes et les habitudes de vie, sont tous très différents de tout ce qui pourrait être imaginé en Occident » influence probablement L'Annonciation et les décors ultérieurs des peintures religieuses de l'artiste. 
Tanner prévoit que L'Annonciation soit sa toile pour le Salon de Paris de 1898. Après le succès de La Résurrection de Lazare l'année précédente, il souhaite peut-être attirer davantage de spectateurs. C'est ainsi qu'il choisit la plus grande taille de toile de sa carrière pour L'Annonciation. Il n'est cependant pas satisfait de la première version, estimant qu'il n'y avait « pas d'autre solution que d'en commencer une nouvelle ». La version finale de L'Annonciation est décrite comme « très proche » d'une étude conservée au Smithsonian American Art Museum. 
Bien qu'il ait été suggéré que l'épouse de Tanner, Jessie Olssen, ait servi de modèle pour Marie, Sewell et Mosby notent que Tanner ne l'a probablement pas rencontré avant l'exposition du tableau au Salon.

## Réception
On n'a pas retrouvé de critiques de L'Annonciation au Salon de 1898, mais des témoignages ultérieurs montrent que le tableau a reçu un accueil enthousiaste. Un écrivain rapporte que cela « s'est avéré l'un des grands succès de l'année ... On raconte que lorsque ce tableau fut présenté au jury d'admission, une avalanche de "bravos" éclata ». Dans une lettre de mai 1898 adressée à Tanner, Harrison S. Morris, directeur général de l'Pennsylvania Academy of the Fine Arts, le félicite : « L'Annonciation semble être une suite appropriée à Lazare, et il est très gratifiant de lire les éloges sans réserve que vous avez modestement joints. » Morris fait à nouveau l'éloge de l'œuvre lors de son exposition à l'Art Institute of Chicago en 1898, la qualifiant de « très impressionnante et magnifique ». Une exposition à l'Académie de Pennsylvanie, début 1899, est également saluée par les éloges, notamment par un critique du Philadelphia Inquirer, qui qualifie l'œuvre de « chef-d'œuvre brillant ».

## Histoire
En janvier 1899, le tableau est vendu à Rodman Wanamaker, principalement pour fournir un revenu à Tanner. L'éminent collectionneur d'art de Philadelphie, John Q. Johnson, voit le tableau à la Pennsylvania Academy et, en tant que président du comité d'acquisition, acquiert le tableau pour la collection Wilstach le 5 avril 1899, pour 1 750 $. La collection faisant partie du Philadelphia Museum of Art, L'Annonciation est la première œuvre de Tanner à être acquise par un musée américain,.